# 巴黎地鐵6號線
巴黎地鐵6號線（法語：Ligne 6 du métro de Paris）是法國巴黎地鐵路網之一，於1909年通車。本線西起巴黎右岸的凯旋门，向南至塞纳河后转往东南前往左岸，呈东西向穿越左岸后，再过河返回右岸的民族广场。6号线为巴黎地铁系统中的南环线，与2号线（北环线）呈互补状。

## 歷史

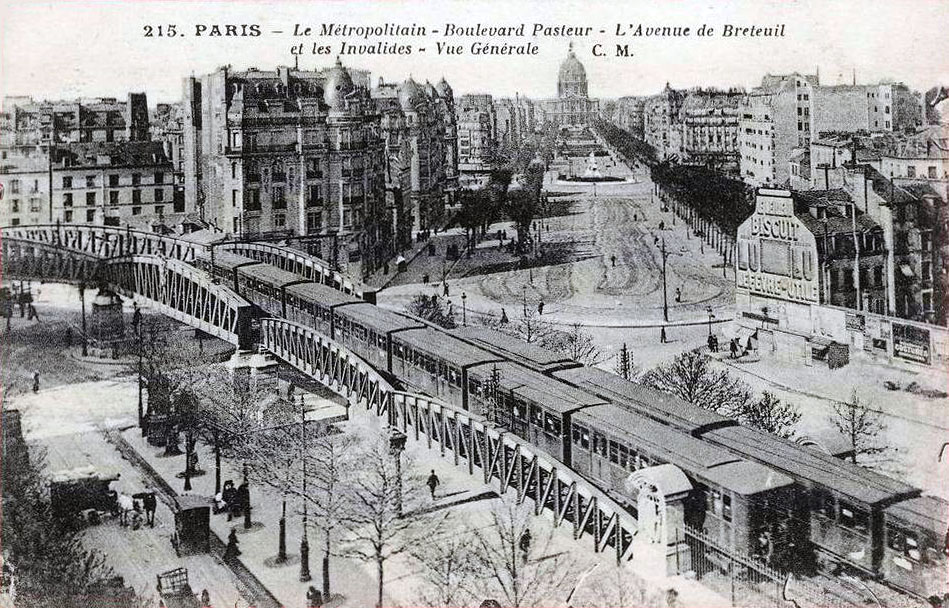
1900年代的6号线架高架路段

关于巴黎地铁建设的想法源于1845年，铁路公司偏好利用连接郊区铁路网构建地铁，而市政府希望在市内新建不同系统的中小型铁路，双方争执数十年，直到巴黎交通状况持续恶化，暨1900年世博会临近，最终采用市政府的计划。而6号线即为巴黎地铁网络一期工程的一部分。
巴黎地铁路网一期工程中有一个环状线，为了方便运营，该环状线分配给几条地铁线路，而6号线最初仅分担意大利广场站至民族广场站的一小部分。而今日6号线的西段大部分在起初归于2号南线。
- 1900年10月2日，2号南线（当时叫做1号线延伸段）建成凯旋门站和托卡德罗站之间的路段。为当时的世博会提供轨道交通服务。1903年11月5日，2號南線向南延伸一站至帕西站。
- 1906年4月24日，帕西和民族广场之间的路段建成，由于地形缘故，大段路段建在高架位置，架空车站和当时已经完工的2号线拥有类似的布局，只是车站被砖墙完全覆盖，而不是像2号线那样采用玻璃外墙。该路段完工后，由于运营商城铁公司（法语：Compagnie du chemin de fer métropolitain de Paris）认为意大利广场以东路段客流稀少，不能带来经济效应，所以线路仅向东延伸至義大利廣場。后在巴黎市政府的坚持下，城铁公司决定启用东部路段。为此，次年10月14日，2號南線併入5号线，以防止月台冲突。
- 1909年3月1日，義大利廣場站和民族廣場站之间的路段通車，此时才有了「6号线」的名称。
- 1942年，5号线计划再向东北延伸，为了使各条地铁线长度更加均衡，便于运营，10月6日，5号线凱旋門站和義大利廣場站之间的路段併入6号线，因此，6号线变成和2号线互补的南环形。其实此前1931年的国际殖民展览会（法语：Exposition coloniale internationale (1931)）期间，6号线就采取此种运作方式，来方便游客前往展览会举办地－文森森林。1942年线路调整后，6号线就不再有大的变更。

## 车站列表

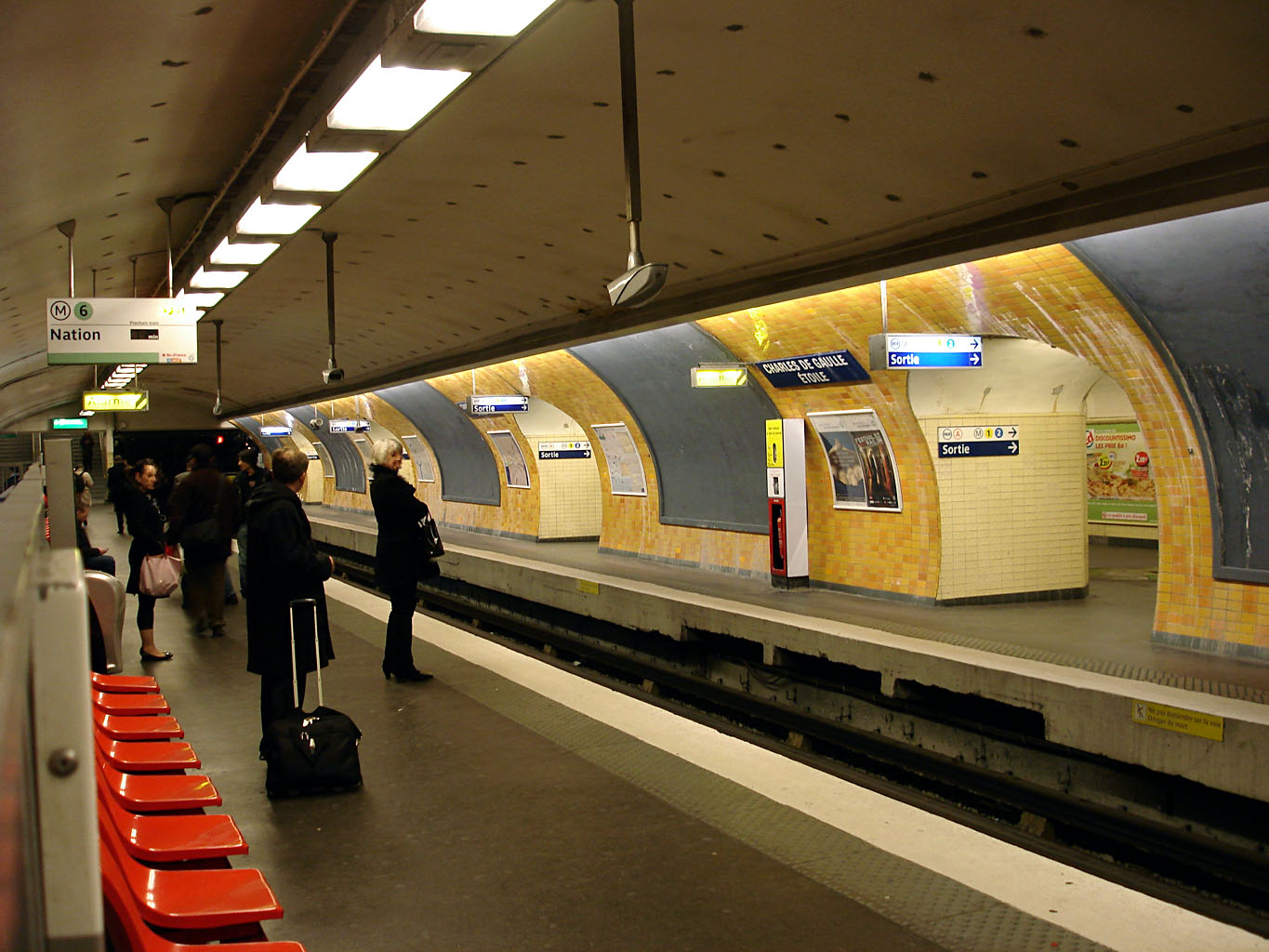
凯旋门站

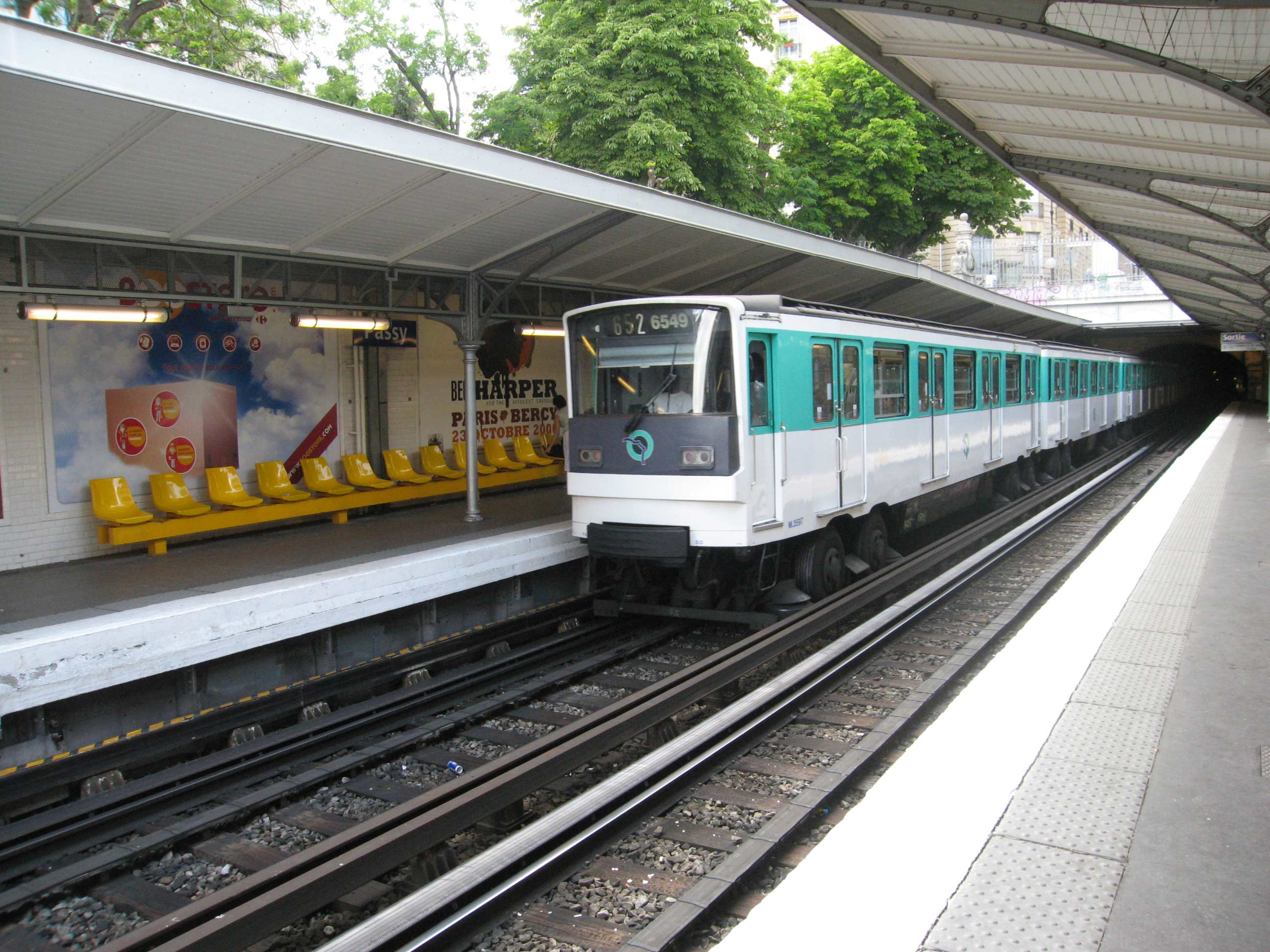
帕西站

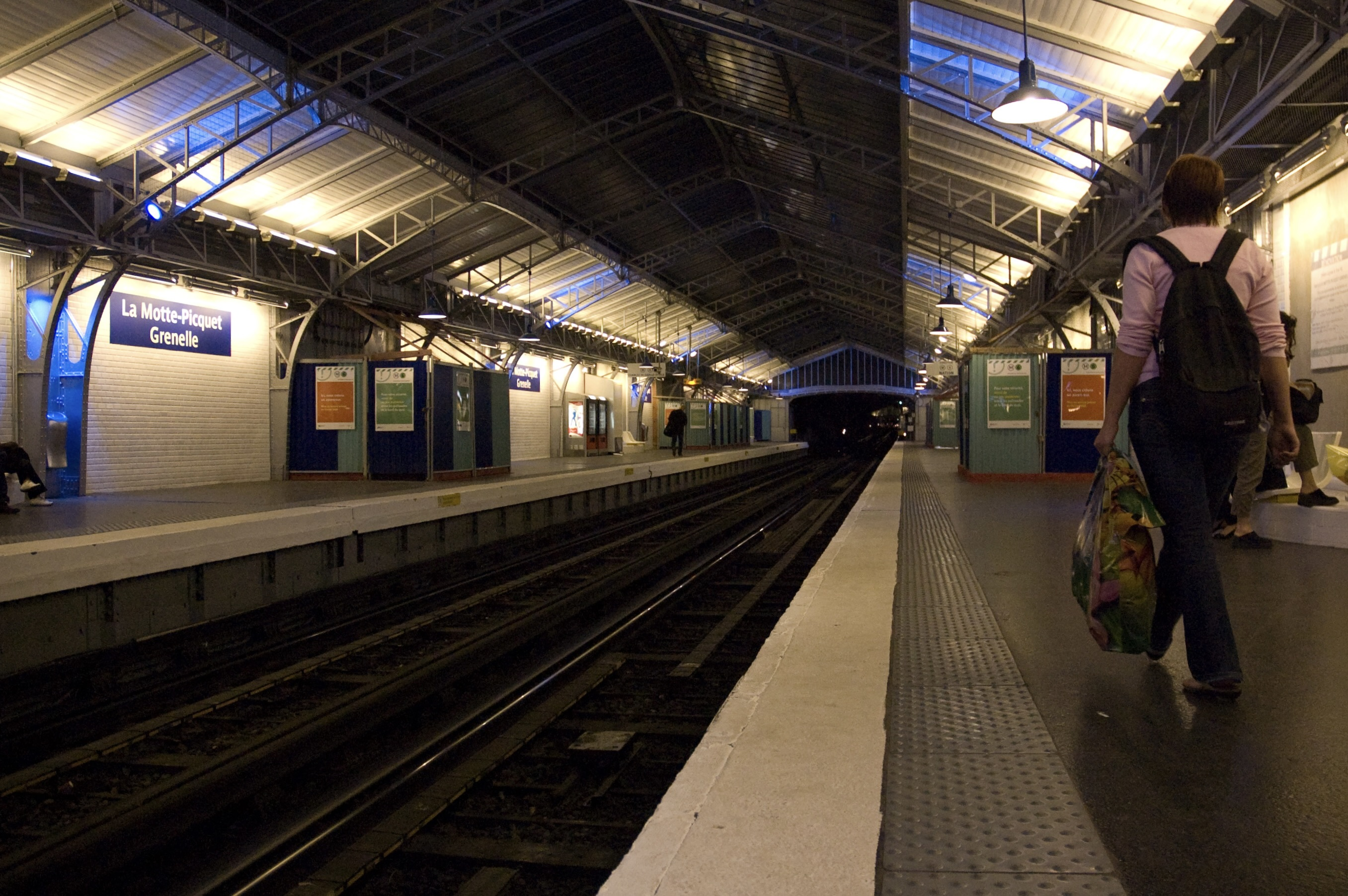
拉莫特站

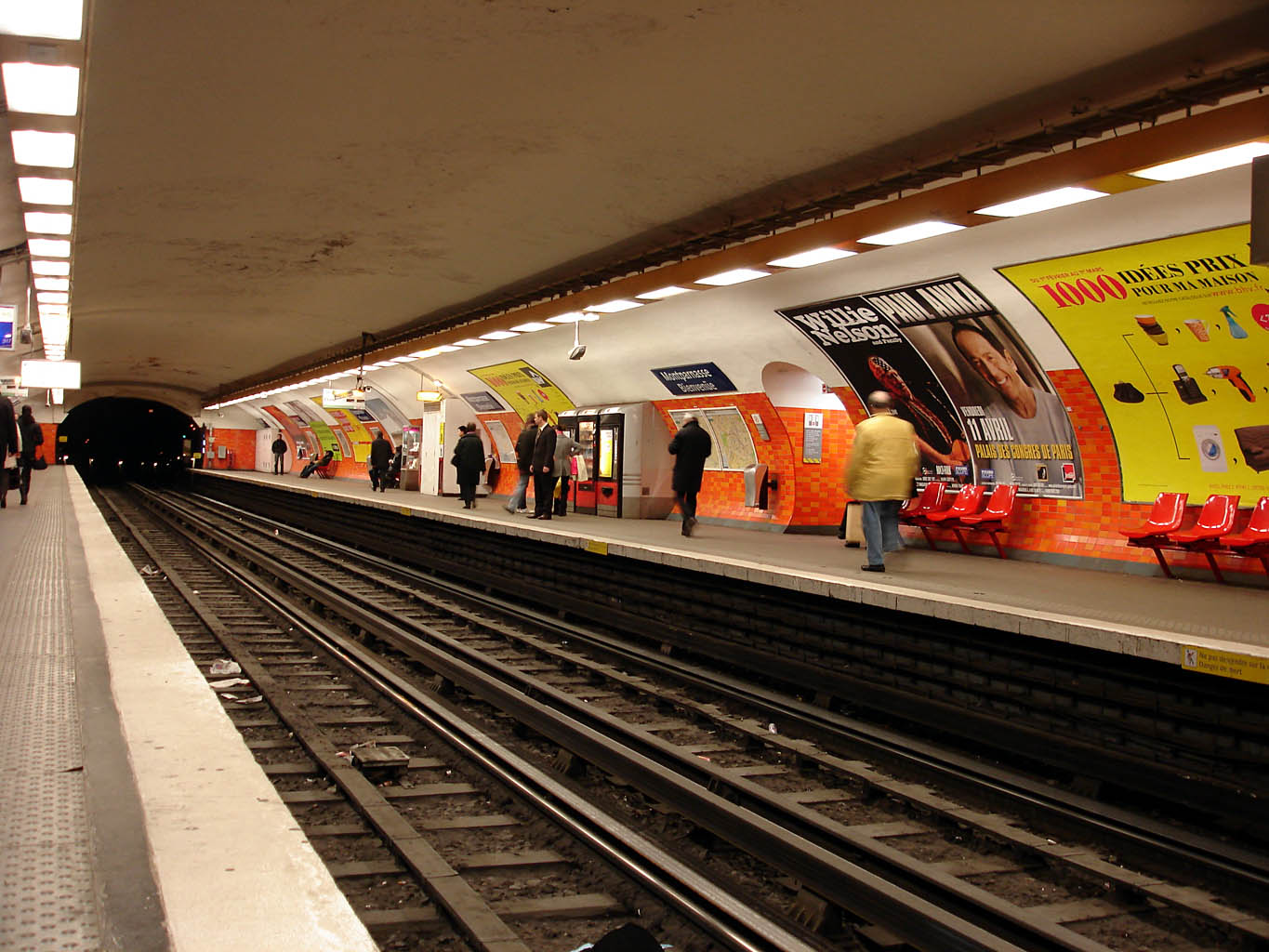
蒙帕纳斯车站

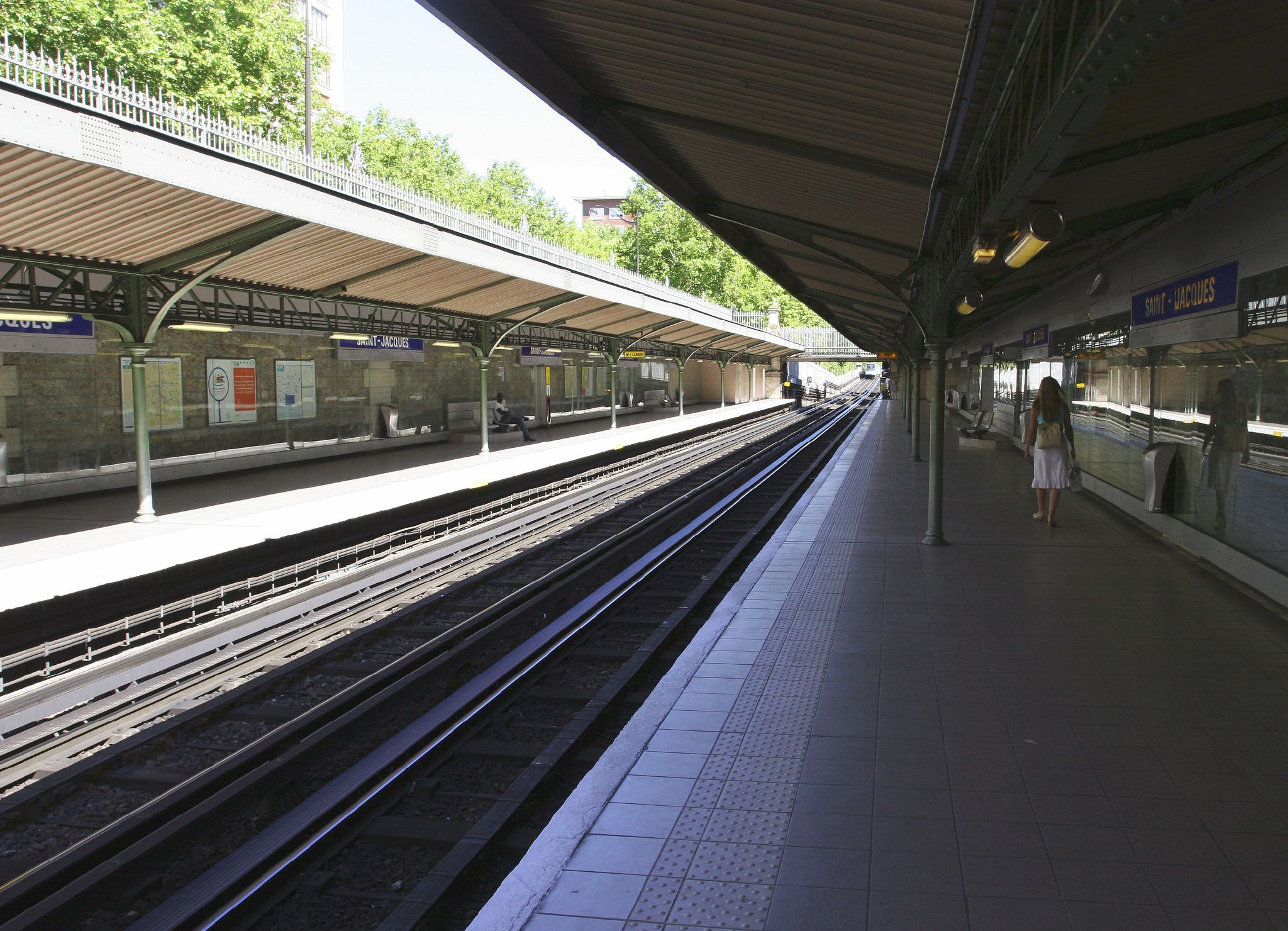
圣雅克站

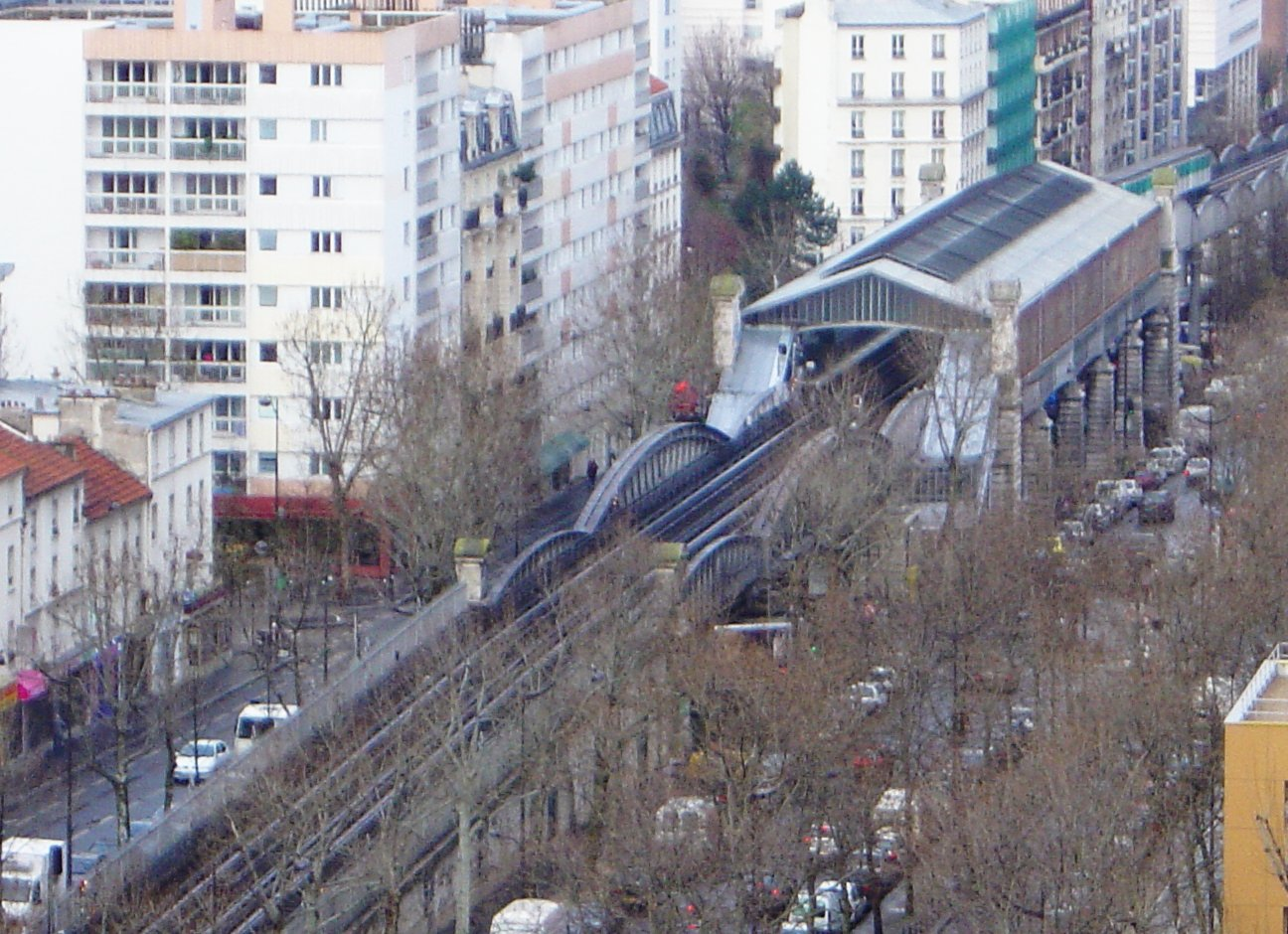
国民站鳥瞰

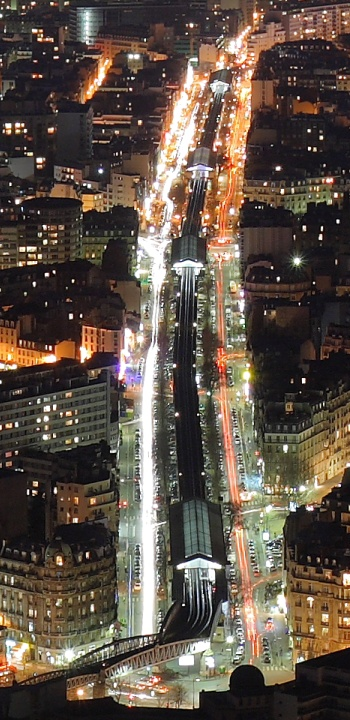
流光溢彩的6号线高架路段

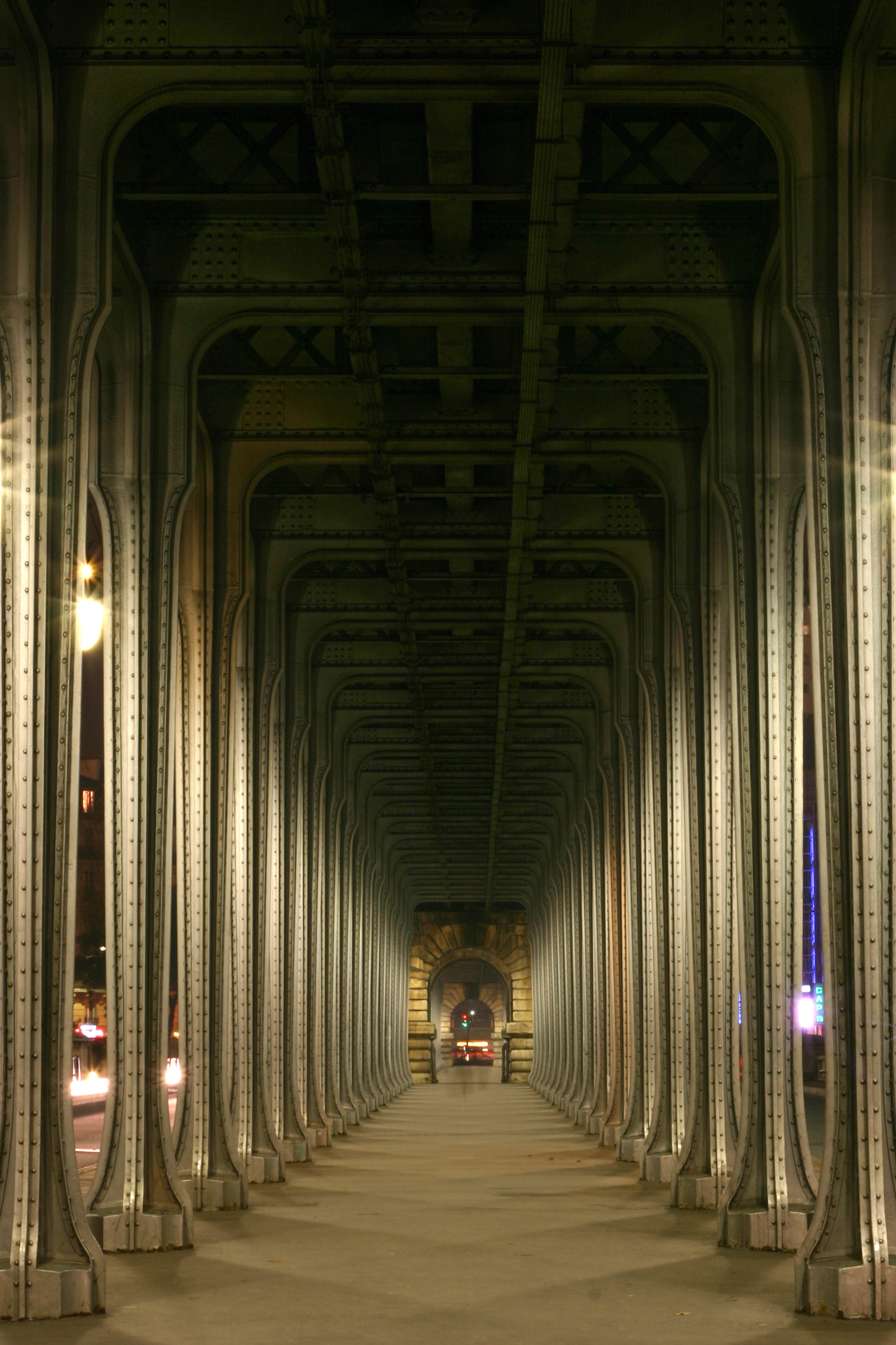
帕西-比尔哈凯姆桥下

全線都位於巴黎市內。全線都有詢問處和自動售票機，部分車站有電梯電扶梯設施。
| 中文站名             | 法文站名 | 轉乘路線                                                                          | 所在地          |
| -------------------- | -------- | --------------------------------------------------------------------------------- | --------------- |
| 夏爾·戴高樂-星形     |          | (M) · (1) · (2) · (RER) · (A)                                                     | 8區、16區、17區 |
| 克勒貝爾             |          |                                                                                   | 16區            |
| 樹林                 |          |                                                                                   | 16區            |
| 特罗卡德罗           |          | (M) · (9)                                                                         | 16區            |
| 帕西                 |          |                                                                                   | 16區            |
| 比尔哈凯姆           |          | (RER) · (C)                                                                       | 15區            |
| 杜布雷               |          |                                                                                   | 15區            |
| 拉莫特-皮凱-格勒內勒 |          | (M) · (8) · (10)                                                                  | 15區            |
| 康布罗纳             |          |                                                                                   | 15區            |
| 塞夫爾-勒古布        |          |                                                                                   | 15區            |
| 巴斯德               |          | (M) · (12)                                                                        | 15區            |
| 蒙帕纳斯-比安弗尼    |          | （巴黎蒙帕納斯） TGV、法國城際列車、TER諾曼第、TER中央-盧瓦爾河谷（巴黎蒙帕納斯） | 6區、14區、15區 |
| 埃德加·基内          |          |                                                                                   | 14區            |
| 拉斯帕伊             |          | (M) · (4)                                                                         | 14區            |
| 当费尔-罗什罗        |          | (M) · (4) · (RER) · (B)                                                           | 14區            |
| 聖雅克               |          |                                                                                   | 14區            |
| 冰庫                 |          |                                                                                   | 13區            |
| 科维萨尔             |          |                                                                                   | 13區            |
| 意大利廣場           |          | (M) · (5) · (7)                                                                   | 13區            |
| 國民                 |          |                                                                                   | 13區            |
| 騎士                 |          |                                                                                   | 13區            |
| 車站河邊街           |          |                                                                                   | 13區            |
| 貝爾西               |          | 法國城際列車、TER勃艮第-弗朗什-孔泰（巴黎貝西-勃艮第-奧弗涅地區）                 | 12區            |
| 迪戈米耶             |          |                                                                                   | 12區            |
| 多梅尼爾             |          | (M) · (8)                                                                         | 12區            |
| 贝莱尔               |          |                                                                                   | 12區            |
| 皮克皮斯             |          |                                                                                   | 12區            |
| 民族                 |          | (M) · (1) · (2) · (9) · (RER) · (A)                                               | 11區、12區      |

### 车站设施
6号线在帕西站到塞夫爾-勒古布站、聖雅克站到车站河边街站（除義大利廣場站外），以及贝莱尔站位于地面或架空路段。绝大多数车站设有两个侧式月台，右上左下。唯独凱旋門站由于空间原因为西班牙式月台，列车进站后，乘客往南面月台落车离开，之后北面月台的乘客上车，列车短暂停留后通过终点环路返回，由于停留时间短，毗邻的克雷贝站被设置成双岛式月台，列车可在此作较长停留，因此该站为6号线实际上的西端终点站。民族广场站由于终点之故，设有一个岛式月台，列车在月台北侧落客后驶入西面的掉头路轨，然后返回月台南侧载客离开，部分车站设有残障人士设施和升降机。

### 车站曾用名
- 塞夫爾-勒古布站最早叫做“叙弗朗站”，1907年10月15日改名“塞夫尔路站”，1913年11月改为现名。
- 拉莫特-皮凯-格勒内勒站在1913年11月之前叫做“拉莫特-皮凯”。
- 皮克皮斯站在1937年3月1日之前叫做“圣芒代站”。
- 迪戈米耶站在1939年7月12日之前叫做“沙朗通站”。
- 蒙帕纳斯-比安弗尼站在1942年10月6日之前是相对独立的两个临近车站：蒙帕纳斯站（4、12号线）和比安弗尼站（6、13号线）。 两站合并之后，月台之间的换乘通道安装了自动滚梯。
- 比尔哈凯姆站在1949年6月18日之前叫做“格勒内勒站”。
- 凯旋门站在1970年2月之前只是简单的命名为“Étoile”（“星站”）。

### 车站特色
- 拉莫特-皮凯-格勒内勒站的转乘通道里装饰着著名法国海军司令图桑-纪尧姆·皮凯·德·拉莫特（英语：Toussaint-Guillaume Picquet de la Motte）的各种勋章，展示其彪炳的功绩。
- 巴斯德站以法国著名化学家、细菌学家路易·巴斯德的名字命名，墙壁铺有红砖的车站内亦装饰着巴斯德之后生物和医学的发展变革。
- 蒙帕纳斯-比安弗尼站以巴黎地铁路网的总设计师命名，月台上和滚梯换乘通道内也陈列着巴黎地铁百年来的工程摘要。
- 聖雅克站的墙体用磨砂石砌制，并且在1990年代重新整修并保护以防止材质损坏。

## 使用車型

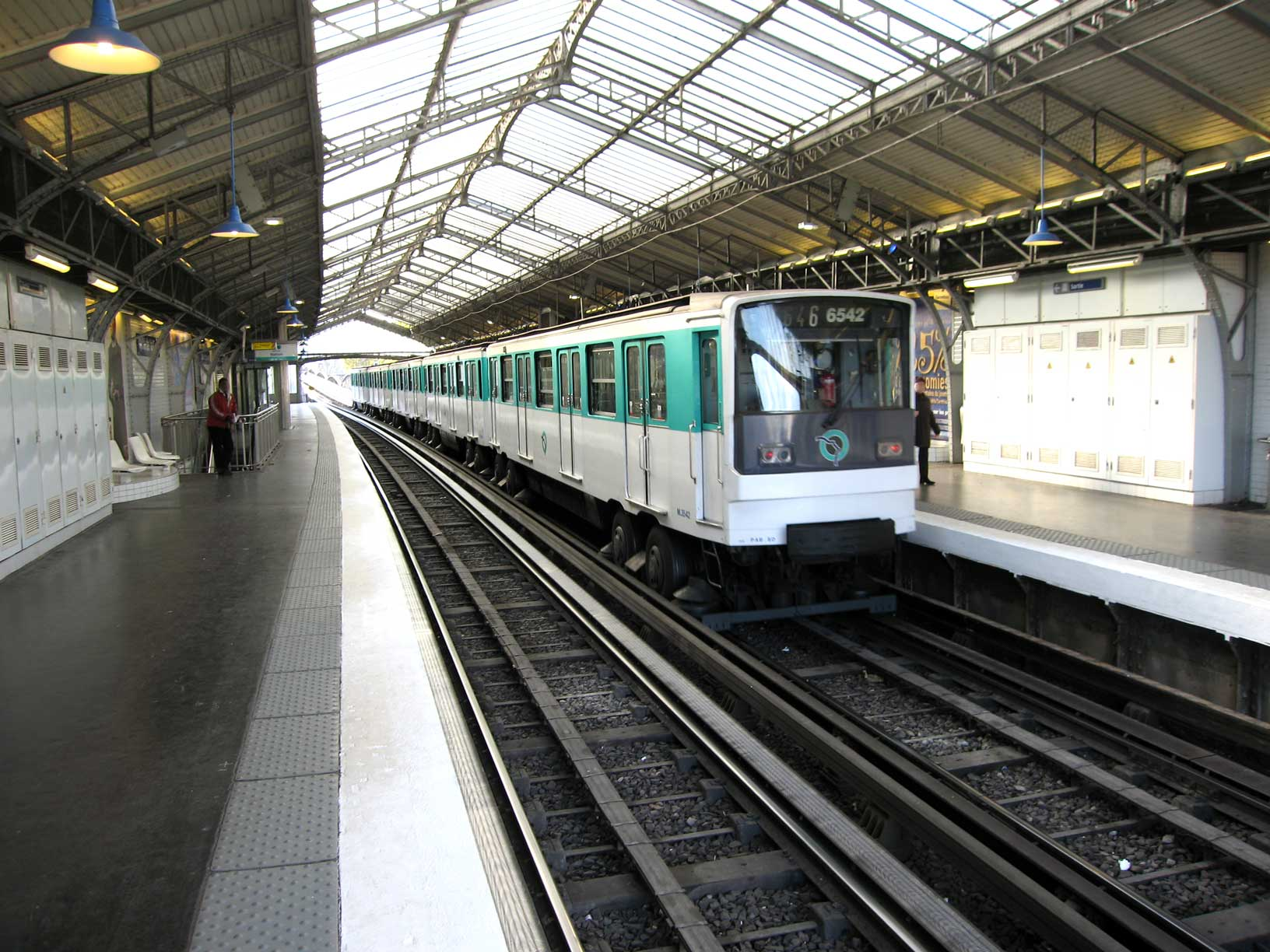
MP 73列车停靠在车站河边街站

起初，6号线使用斯普拉格-汤普森列车，直至1970年代初。
1960年代末，在地铁1、4和11号线都更换为胶轮路轨系统之后，当局决定给6号线也配备该系统，理由是该线路有很长一段都位于露天位置，而斯普拉格列车的噪音问题和对路基的震动磨损问题一直都很突出，使用胶轮路轨可以有效减噪和抗震。
胶轮路轨翻新工程在1972年10月至1974年5月间完成，在此期间，当局在贝西多功能体育场设置了临时车辆调度所以方便施工期间的车辆调度管理。之后的7月就迅速的更换为当时最新的MP 73列车。比起前任的MP 59列车来，MP 73舒适度更高，排水、抗雨滑、抗雪寒冻能力更佳。但这也是巴黎地铁中最后一条改为胶轮系统的线路（一直到完全现代化的14号线建造之前）， 因为当时变阻器刹车技术的发展使得钢轮列车的刹车问题变得不那么突出了。但MP73因為使用年限過高，所以從2023開始使用4號線淘汰翻新後的MP89CC，截至2025年3月為止，已有一半的車是MP89。新的MP89更換原本灰色的座椅，變成紅藍相間的座椅，而在2026年將會全部淘汰MP73。

## 使用状况
贯通左岸中部的6号线是巴黎地铁系统中一条重要的线路，客流量达到1号线的2/3，并且為11号线的2倍。从1992年到2004年，该线路的客流量稳定的增长了10.2%。
| 年份            | 1992 | 1993 | 1994 | 1995 | 1996 | 1997 | 1998 | 1999 | 2000 | 2001 | 2002 | 2003 | 2004  |
| 客流量 (百万人) | 91.3 | 89.9 | 90.3 | 80.1 | 85.1 | 86.1 | 89.6 | 89.6 | 96.0 | 98.2 | 99.6 | 97.1 | 100.7 |

其中，蒙帕纳斯-比安弗尼站和意大利广场站的客流量高于其他站点，分别达到2,946万人和1,310万人。

## 周边主要旅游景点

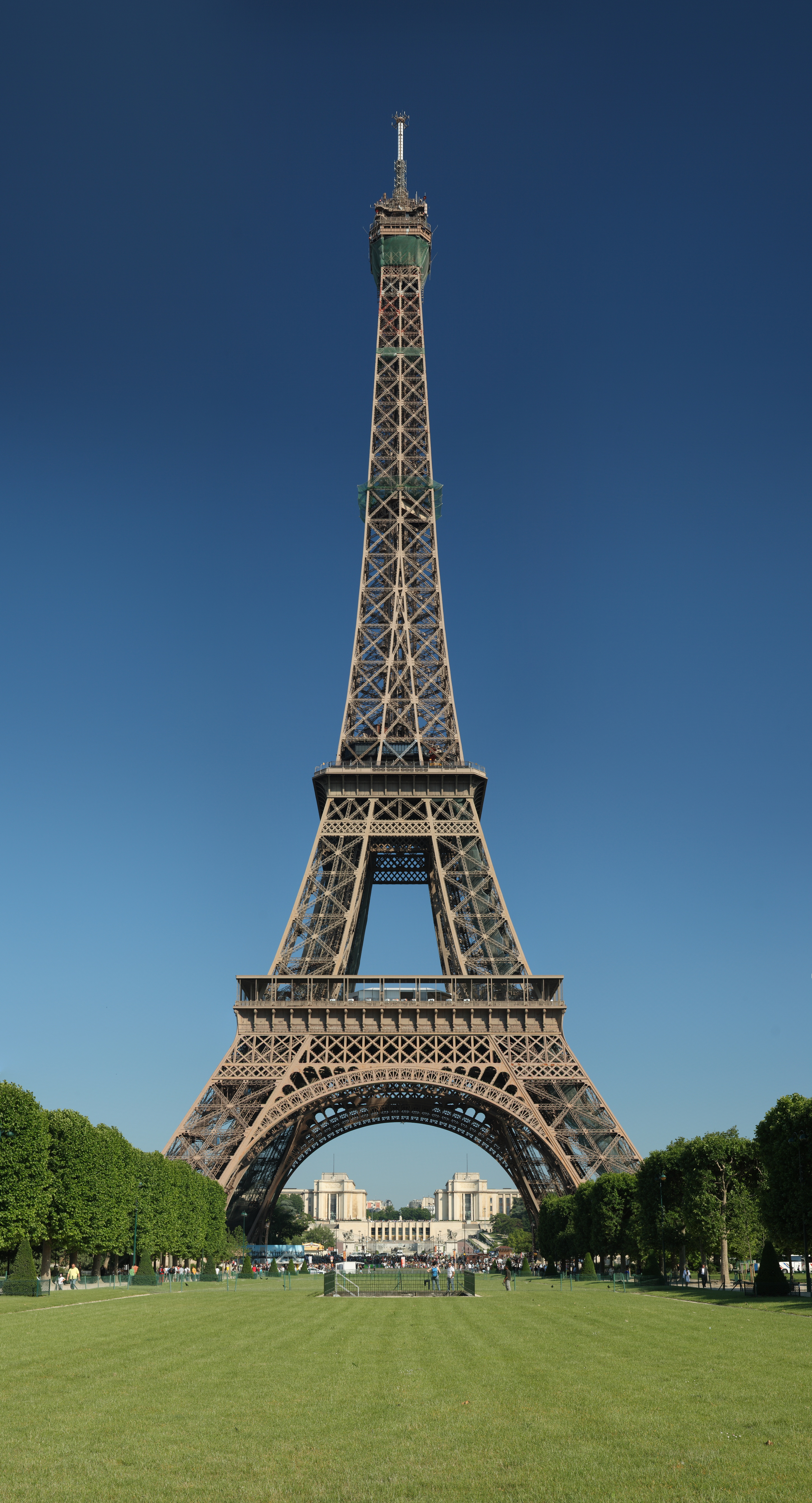
埃菲尔铁塔

6号线周边有丰富的旅游资源，更兼该线路有大量路段处于架空位置，因此是巴黎游客数目众多的一条地铁线，且在貝爾哈凱姆至帕西中間穿越塞納河的橋可以看到巴黎鐵塔。
- 凯旋门

- 夏乐宫

- 天鹅岛

- 战神广场

- 埃菲尔铁塔

- 蒙帕纳斯观光大厦

- 地下骷髅穴

- 贝西多功能体育场

## 外部連結
- （页面存档备份，存于） 巴黎大众运输公司
- BlogenCommun网站上对6号线的评论